# Kissamos
Kissamos (tiếng Hy Lạp: ?) là một khu tự quản ở vùng Kríti, Hy Lạp. Khu tự quản Kissamos có diện tích 341 km², dân số theo điều tra ngày 18 tháng 3 năm 2001 là 11470 người.